# Martin Schoeller

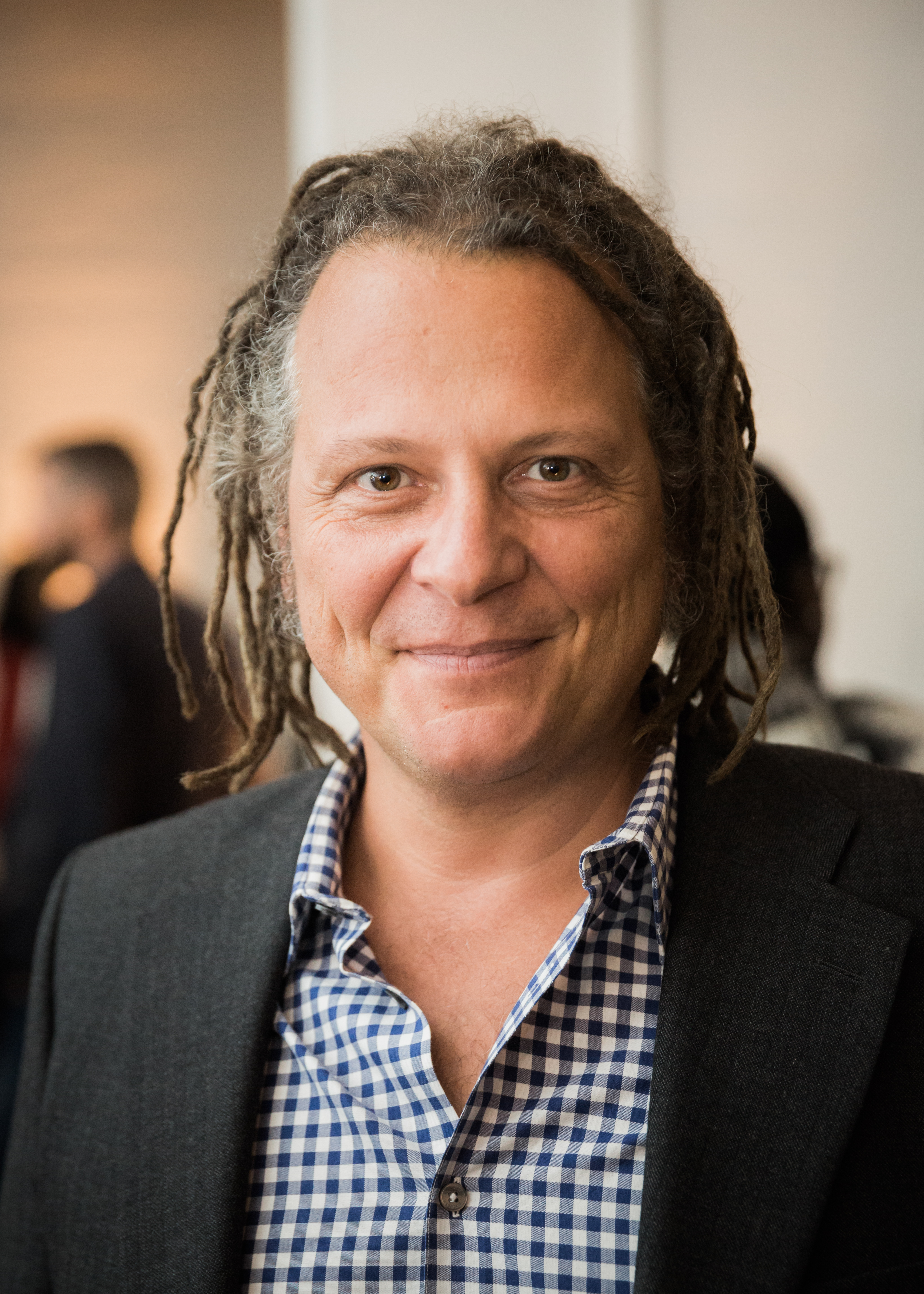
Martin Schoeller, 2017

Martin Schoeller (* 12. April 1968 in München) ist ein deutscher Fotograf.

## Leben
Schoeller ist ein Sohn des Journalisten und Literaturkritikers Wilfried F. Schoeller und der Bruder der Regisseurin Bettina Schoeller. Er wuchs in Frankfurt am Main auf. Nach dem Abitur machte er beim Berliner Lette-Verein eine Ausbildung als Fotodesigner. Im Anschluss war er von 1993 bis 1996 erster Assistent der renommierten US-amerikanischen Fotografin Annie Leibovitz.
Seit 1993 lebt und arbeitet Schoeller in New York. Dort ist er auch für das Magazin The New Yorker als Nachfolger von Richard Avedon tätig. Seine Arbeiten erscheinen auch in Publikationen wie National Geographic, Time, GQ, Glamour, Entertainment Weekly, Vogue und Harper’s Bazaar.
2024 wurde mit We All Bleed Red eine Dokumentation über Schoeller veröffentlicht.

## Werk
Einen wichtigen Teil seines Werkes stellen Porträts dar, die er Close-Ups nennt, spektakuläre Nahaufnahmen bekannter Persönlichkeiten wie Bill Clinton, Jack Nicholson, Jon Bon Jovi oder Angelina Jolie. In Deutschland sind diese Aufnahmen durch eine umfangreiche Fotostrecke in der Zeitschrift Stern (Nr. 27/2005) bekannt geworden. Seine Bilder beschreibt er selbst so: „Ich denke, meine Bilder sind nicht unfair. Im Gegenteil, ich denke, sie versuchen ehrlicher zu sein.“
Aus Anlass des 75. Jahrestages der Befreiung des Vernichtungslagers Auschwitz porträtierte Schoeller 75 überlebende Frauen und Männer; die Ausstellung mit diesen Porträts läuft unter dem Titel Survivors - Faces of Life after the Holocaust.
Martin Schoeller verwendet für seine Close-Ups stets dieselbe Technik: Er misst die Augenhöhe seines Gegenübers und bringt dann die Kameralinse genau auf gleiche Höhe. Statt eines Kamerablitzes verwendet Schoeller weiches Neonlicht. Über seine Arbeitsweise sagt er: „Ich behandele sie alle gleich, ob Promi oder Freund oder ein Obdachloser von der Lower East Side. Sie kriegen dasselbe Licht, denselben Hintergrund, dieselbe Kamera, dieselbe Behandlung.“

## Ehrungen
- 2013: American Photography: one of the best images of 2013 – Michael Douglas as Liberace
- 2012: Photo District News Photo Annual
- 1998–2010: American Photography Photo Annual
- 1999–2010: Communication Arts Photo Annual
- 2001–2010: Photo District News Photo Annual
- 2010: Best Entertainment & Celebrity cover of the 2010 ASME Cover – GQ/Clint Eastwood cover
- 2010: National Magazine Awards: Photo Portfolio, American Society of Magazine Editors – “The Hadza” National Geographic
- 2010: Medal Finalist, Society of Publication Designers – “The Actress” The New Yorker
- 2010: Medal Finalist, Society of Publication Designers – “The Hadza” National Geographic
- 2010: Medal Finalist, Society of Publication Designers – “Men of the Year Portfolio” GQ
- 2009: Medal Finalist, Society of Publication Designers – “Marc Jacobs Doesn’t Give a F***” GQ
- 2009: National Magazine Awards: Best in Entertainment/Celebrity Covers, American Society of Magazine Editors – “How to Be a Man” Issue Esquire
- 2008: Best Portrait Award, American Photo Images of the Year
- 2008: National Magazine Awards: Photojournalism, American Society of Magazine Editors – “The Interpreter” The New Yorker
- 2008: Cover Finalist, Society of Publication Designers – “American Gangster” Entertainment Weekly
- 2008: Medal Finalist, Society of Publication Designers – “George Clooney” Entertainment Weekly
- 2008: Merit Award, Society of Publication Designers – “Chill Will” Premiere Magazine
- 2008: Merit Award: Entire Issue, Society of Publication Designers – GQ
- 2006: Society of Publication Designers, Silver Medal “The Originals” GQ
- 2006: Best Celebrity Cover 2nd Place, Magazine Publishers of America – “Steve Carell” Premiere Magazine
- 2004: Gold Medal, Society of Publication Designers – “Tigers of the Snow: Three Generations of Great Climbing Sherpas” Outside Magazine
- 2004: National Magazine Awards: Photo Portfolio/Essay, American Society of Magazine Editors – “Tigers of the Snow: Three Generations of Great Climbing Sherpas” Outside Magazine
- 2002: Cooper-Hewitt National Design Museum group exhibition, “Skin: Surface, Substance, and Design”
- 2002: Silver Medal, Society of Publication Designers – “Hip Hop Portfolio” The New Yorker
- 2001: Gold Medal, Society of Publication Designers – “Sports Portfolio” The New Yorker
- 2000: Silver Medal, Society of Publication Designers – “Cheerleaders” Rolling Stone
- 2000: Best New Talent, LIFE Magazine Alfred Eisenstaedt Awards

## Einzelausstellungen
- 2021: Fotomuseum aan het Vrijthof, Maastricht/NL
- 2020: NRW-Forum, Düsseldorf
- 2010–2011: National Portrait Gallery Australien
- 2010–2011: Camerawork, Berlin
- 2010: Hasted Hunt, New York
- 2009: Curatorial Assistance, traveling exhibition
- 2008: Hasted Hunt, New York
- 2007–2008: Ace Gallery Beverly Hills
- 2007: Griffin Museum of Photography, Boston
- 2007: Bernard Toale Gallery, Boston
- 2006: Hasted Hunt, New York
- 2006: Gallery Wouter Van Leeuwen, Amsterdam
- 2006: Brancolini Grimaldi Contemporary Art, Florenz
- 2005: Forma International Center of Photography, Mailand
- 2005: Camerawork, Berlin
- 2023: Camerawork, Berlin

## Veröffentlichungen
- Close Up: Portraits 1998–2005 (2005)
- Female Bodybuilders (2008)
- Martin Schoeller Stern Portfolio (2009)
- Identical: Portraits of Twins. teNeues Verlag, Kempen 2012, ISBN 978-3832796648
- Close. Steidl Verlag, Göttingen 2019, ISBN 978-3-95829-491-2.
- Martin Schoeller. Works 1999-2019. Steidl Verlag, Göttingen 2020, ISBN 978-3-95829-707-4.
- Survivors. Faces of Life after the Holocaust. Steidl Verlag, Göttingen 2020, ISBN 978-3-95829-621-3.